# Marginella claudoni
Marginella claudoni là một loài ốc biển, là động vật thân mềm chân bụng sống ở biển trong họ Marginellidae, họ ốc mép.
Đây là một "species inquirenda", i.e. a species of doubtful identity needing further investigation.